# Upa (Saaremaa)
Koordinaten: 58° 17′ N, 22° 33′ O

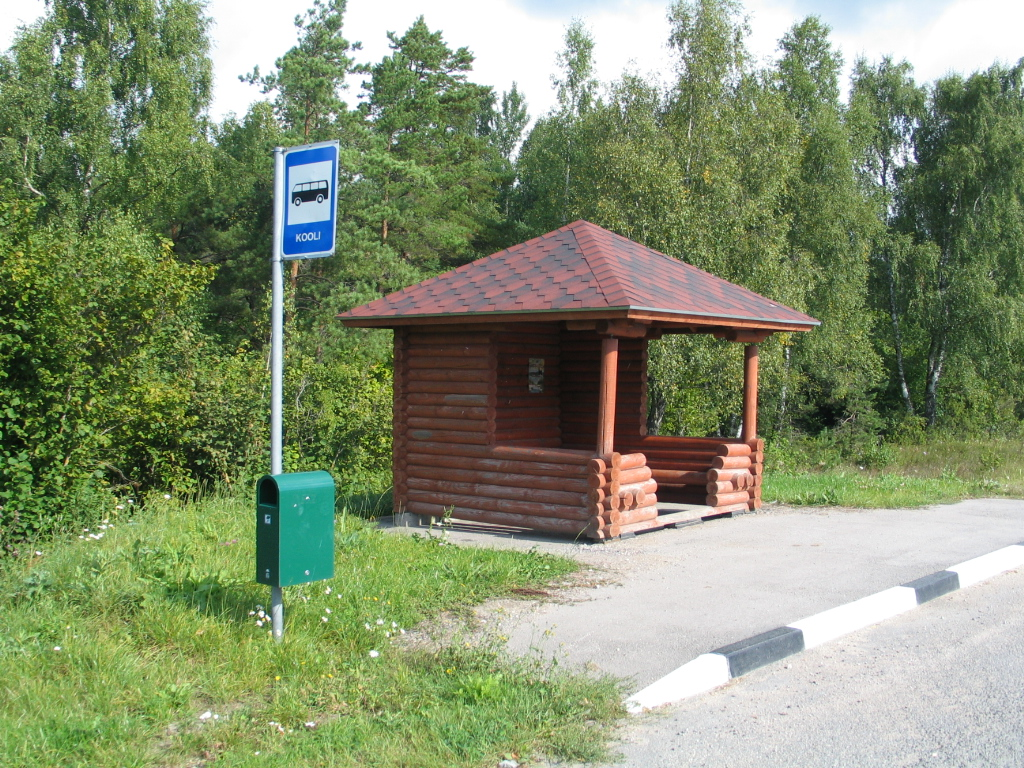
Bushäuschen in Upa

Upa (deutsch Uppel) ist ein Dorf (estnisch küla) auf der größten estnischen Insel Saaremaa. Es gehört zur Landgemeinde Saaremaa (bis 2017: Landgemeinde Lääne-Saare) im Kreis Saare.

## Beschreibung
Das Dorf hat 186 Einwohner (Stand 31. Dezember 2021). Seine Fläche beträgt 5,02 km².
Der Ort liegt sechs Kilometer nordöstlich der Inselhauptstadt Kuressaare. Er wurde erstmals 1453 urkundlich erwähnt. In den 1740er Jahren nahm in Upa die Herrnhuter Bewegung durch die beiden Esten Jüri und Tiinu Upa auf Saaremaa ihren Ausgang.
In Upa befindet sich heute eine Außenstelle der Berufsschule von Kuressaare. Das Gebäude wurde 1992 fertiggestellt.